# Theatre of Tragedy
Theatre of Tragedy var ett norskt gothic metal-band från Stavanger, bildat redan 1993, med rötter i landets death/doom-scen. Det var ett av de första banden som använde sig av så kallad "Beauty and the Beast"-sång, vilket innebär att man har en kvinnlig sopran och manligt growl. Efter bandets genombrott blev detta sätt att blanda sång på snart populärt hos andra band och tekniken är idag en viktig ingrediens inom gothic metal. Efter några album förändrades Theatre of Tragedys musik åt electropophållet och även låttexterna förändrades, bland annat i det avseendet att de inte längre var på fornengelska utan på vanlig engelska. Bandets senaste album kan dock beskrivas vara i linje med dess äldre variant av klassisk gothic metal, bland annat i det avseendet att det innehåller growls. Theatre of Tragedy upplöstes hösten 2010, efter nästan 17 aktiva år.

## Medlemmar
Senaste medlemmar
- Raymond István Rohonyi – sång, programmering (1993–2010)
- Lorentz Aspen – keyboard, synthesizer (1993–2010)
- Hein Frode Hansen – trummor (1993–2010)
- Frank Claussen – gitarr (1997–2010)
- Vegard K. Thorsen – gitarr (2001–2010)
- Nell Sigland (Ragnhild Westgaard Sigland) – sång (2004–2010)

Tidigare medlemmar
- Liv Kristine (Liv Kristine Espenæs Krull) – sång (1993–2003)
- Tommy Lindal – gitarr (1993–1997)
- Pål Bjåstad – gitarr (1993–1995)
- Eirik T. Saltrø – basgitarr (1993–2000)
- Geir Flikkeid – gitarr (1995–1997)
- Tommy Olsson – gitarr (1997–1999)

Bidragande musiker
- Mathias Röderer – gitarr (studio/live) (1996)
- Bjørnar Landa – gitarr (studio/live) (2006)
- Magnus Westgaard – basgitarr (studio) (2006, 2009)
- Erik Torp – basgitarr (studio/live) (2010)

## Diskografi
Studioalbum
- Theatre of Tragedy (1995)
- Velvet Darkness They Fear (1996)
- Aégis (1998)
- Musique (2000)
- Assembly (2002)
- Storm (2006)
- Forever Is the World (2009)

Livealbum
- Closure: Live (2001)
- Last Curtain Call (2011)

EP
- Demo 1994 (1994)
- A Rose for the Dead (1997)
- Virago (1999)
- Inperspective (2001)
- Addenda EP (2010)

Singlar
- "A Hamlet For A Slothful Vassal" (1996)
- "Der Tanz Der Schatten" (1996)
- "Cassandra" (1998)
- "Image" (2000)
- "Machine" (2001)
- "Let You Down" (2002)
- "Envision" (2002)
- "Fade" (2006)
- "Storm (2006)
- "Deadland" (2009)

Samlingsalbum
- Massacre's Classix Shape Edition (1999)
- Inperspective / A Rose for the Dead (2001)
- Fragments (2005)
- Musique Assembly (2005)
- Platinum Edition (2005) (3xCD)
- Remixed (2019)